# 8 cm FK M.5
8-см полевая пушка М.5 (нем. 8 cm Feldkanone M 05 — сокр. 8 cm FK M.5) — полевая пушка производства Австро-Венгрии калибра 76,5 мм, разработанная фирмой Böhler. Активно применялась в Первой мировой войне, а также в других послевоенных конфликтах участниками которых были государства, входившие ранее в состав Австро-Венгрии. Трофейные орудия, захваченные в годы Первой мировой войны, использовались также Италией, под наименованием Cannon 77/28 Mod.5. Имела стандартную для полевых пушек Первой мировой войны конструкцию. Уникальным её делал материал из которого она делалась — «стале-бронза».

## Разработка и описание конструкции
Особенностью пушки являлся морально устаревший стале-бронзовый ствол. Причиной такого технического решения стала нехватка выпуска в Австро-Венгрии высококачественной орудийной стали. Это потребовало использовать альтернативные материалы для массовой полевой пушки сухопутных войск. Отказ от бронзы как материала для стволов артиллерии состоялась ещё в конце 1870-х годов (несколько позднее появилась нарезная артиллерия с системой казённой зарядки). Однако в период, когда сталь все ещё оставалась дорогой, а стальные пушечные стволы было затруднительно обрабатывать, была изобретена так называемая «стале-бронза». В целом это был обычный артиллерийский металл, известный ещё с древних времен, а секрет прочности таких «стале-бронзовых» стволов заключался в технологии обработки. Через рассверленный канал ствола последовательно прогонялись пуансоны несколько большего, чем сам ствол, диаметра. В результате происходила осадка металла, его уплотнение, внутренние слои металла становились гораздо крепче. Эта технология нашла широкое применение в Австро-Венгрии, и стволы пушки М.5 и других типов производились именно по этой схеме. Такой ствол не позволял использовать большие заряды пороха из-за меньшей прочности, однако по сравнению со стальным он не подвергался коррозии и разрывам (бронза мягкий и гибкий сплав), и, самое главное, стоил дешевле. Тем не менее, разработка орудия затянулась на годы из-за проблемами с гидро-пневматической системой отката, использующей стальные полозья, чтобы вернуть ствол в обратное положение после отката (длина отката была зафиксирована в 1,26 м.) и казённой части, содержащей скользящий клиновый затвор, сделанный из того же материала, что и ствол. В итоге, несмотря на производственные трудности, орудие было принято на вооружение к 1907 году.
Вес ствола с затвором составлял 355 кг, с полозьями в виде ласточкиного хвоста располагавшимися над люлькой, в которой находился гидравлический откатный тормоз представляющий собой цилиндр с гидравлическими канавками, а также плунжером и возвратной пружиной внутри. Орудие имело стальной щит толщиной 4,5 мм, который мог откидываться вниз в походном положении. Перед щитом располагалось два сидения для перевозки номеров расчёта. L-образный лафет располагался на деревянных колесах диаметром 1300 миллиметров, ширина колеи которых составляла 1610 миллиметров. Орудие снабжалось специальным передком, в который запрягалась шестёрка лошадей. Боеприпасы перевозились в специальных бронированных ящиках. Походный вес орудия достигал 1900 кг. Вес передка — 395 кг.
Начальная скорость, м/с 500
Наибольший угол возвышения, град +18,5°
Наибольший угол склонения, град. −7,5°
Снаряды и заряды
вес унитарного патрона, кг 8,31
вес гранаты, кг 6,68
вес шрапнели, кг 6,68
вес разрывного заряда шрапнелей и гранаты, кг 0,85/1,07
число пуль шрапнели 332
Наибольшая дальность гранаты, м 7000
Наибольшая дальность шрапнели, м 6100
Наибольшая скорострельность с установкой трубки — 8, без установки трубки — 20 выстрелов в минуту.

## Горное орудие
У пушки имелась горная модификация M.5/8, которая была идентична основному орудию за исключением возможности разборки на 3 части, для перевозки вьючным транспортом:
- само орудие в люльке с ручкам, для удобства демонтажа, весом 685 кг;
- щит с осью, весом 500 кг;
- лафет, весом 500 кг.

## Зенитное орудие
Появление над полем боя авиации заставило применить пушку в качестве зенитного орудия. Первоначально они ставились, подобно другим армиям периода Первой мировой войны, на импровизированные станки, обеспечивающие необходимый угол подъёма и зону кругового обстрела. Первое боевое применение в этом качестве датируется ноябрём 1915 года, под Белградом. Чуть позже, на основе пушки М.5/8 разработали полноценное зенитное орудие представляющее собой наложение ствола данной пушки на тумбовую установку разработки завода «Шкода». Получившееся орудие получило наименование 8 cm Luftfahrzeugabwehr-Kanone M5/8 M.P., где «M.P.» означало от нем. Mittelpivotlafette — «лафет с центральным штырём». Пушка обладала возможностью кругового обстрела с углами наведения от −10° до +80°. Масса орудия в боевом положении составляла 2470 кг, дальность стрельбы по вертикали 3600 метров.

## Применение

### Австро-Венгрия
8-см полевая пушка М.5 активно применялась Австро-Венгерской армии в Первой мировой войне. Именно эти орудия начали боевые действия в Первой мировой войне, когда в 00:30 29 июля 1914 года орудия 1-й батареи 38-го артполка под командованием капитана Вёдля начали обстрел Белграда.
После распада Австро-Венгрии эти пушки применялись армиями стран, входивших в состав империи, в частности Австрии, Чехословакии и Югославии.

### Австрия
Австрийские орудия после Аншлюса Австрии достались вермахту, где получили наименование 7,65 cm FK 5/8(ö).

### Чехословакия
После включения в состав Рейха Судетской области, Германии досталась и часть чешских пушек, получивших в вермахте наименование 7,65 cm FK 5/8(t).

### Российская Империя
Русские войска захватили значительное количество орудий. В Российской армии обозначалась как 8-см скорострельная пушка образца 1905 года.

### Югославия
После оккупации Германией Югославии, часть Югославских орудий было принято на вооружение вермахта под наименованием 7,65 cm FK 300(j).

### Италия
В Италии, трофейные пушки (как M.5, так и M.5/8) применялись в ходе Первой мировой войны. После окончания войны они оставались на вооружении под наименованием Cannone da 77/28 Modello 5/8. К началу Второй мировой войны, несмотря на устарелость орудий, они все ещё состояли на вооружении итальянской армии, в количестве около 300 шт. и применялись, в основном, в качестве учебных. В 1943 году, после капитуляции Италии, часть орудий попала в вермахт, где они получили обозначение 7,65 cm FK(i).

### ЗУНР
Украинская галицкая армия изначально активно использовала более 100 8-см полевых пушек М.5 до израсходования снарядов к ним, после чего в феврале — апреле 1919 года артиллерийские полки, вооружённые М.5 были переведены на российские 76,2-мм полевые пушки образца 1902 года.

### Польша
Польские вооружённые силы применяли 8-см полевую пушку М.5 против украинских защитников Львова уже с 7 ноября 1918 года и в дальнейшем активно использовали М.5 в украинско-польской и польско-советской войнах.

### Германия
По состоянию на 1 сентября 1939 года немцы располагали 241 орудием 7,65 cm FK 5/8(ö) и 7,65 cm FK 5/8(t), захваченных соответственно в Австрии и Чехословакии.

## Сравнения с аналогами
Австро-Венгерская 8-см полевая пушка М.5 была прочным, простым и надёжным орудием, во многих отношениях равным немецкому 7.7 cm FK 96 n.A.. Оно уступало российскому и французскому аналогам по баллистике. При начальной скорости снаряда 500 м/с дальность стрельбы до 7 км, — опыт первых боёв показал необходимость её увеличения. Выход нашли — рыли углубление под станину, в результате угол возвышения увеличивался до +23°, а дальность стрельбы возрастала на километр.
Недостатки пушки были не в ней самой, а частично в боеприпасах и, главное, в тактике использования. Первоначально было всего два типа снарядов: граната имела небольшой заряд (120 г аммонала), что снижало её эффективность. Начинка шрапнельного снаряда — смесь больших и малых осколочных шариков: 316 9-ти граммовых и 16 13-ти граммовых шариков. Проблема была в том, что 9-ти граммовые шарики были слишком лёгкими, значительно уменьшая убойную силу на больших дистанциях. В то же время австро-венгерская полевая артиллерия решала тактические задачи в начале войны, как прадеды во время наполеоновских войн: располагаясь на открытых позициях и используя прямую наводку. А русская артиллерия в то время, используя опыт русско-японской войны, располагались на зарытых позициях, часто используя навесной огонь.